# Caspar Erasmus Duftschmid

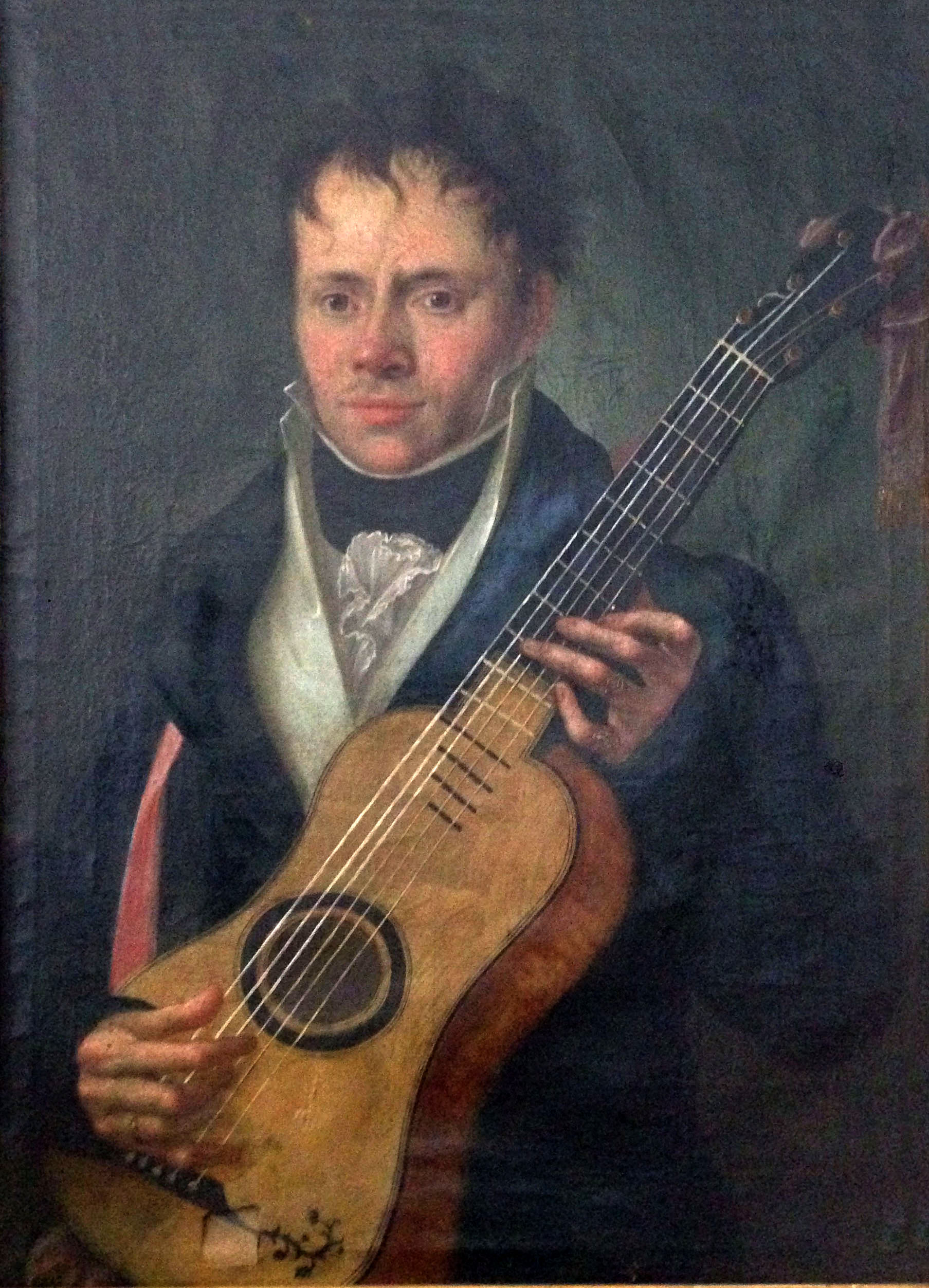
Caspar E. Duftschmid

Caspar Erasmus Duftschmid (auch Kaspar, * 19. November 1767 in Gmunden, Oberösterreich; † 17. Dezember 1821 in Linz) war ein österreichischer Arzt und Naturforscher (Botanik und Insektenkunde). Sein zoologischer Autorenname ist Duftschmid.

## Leben und Werk

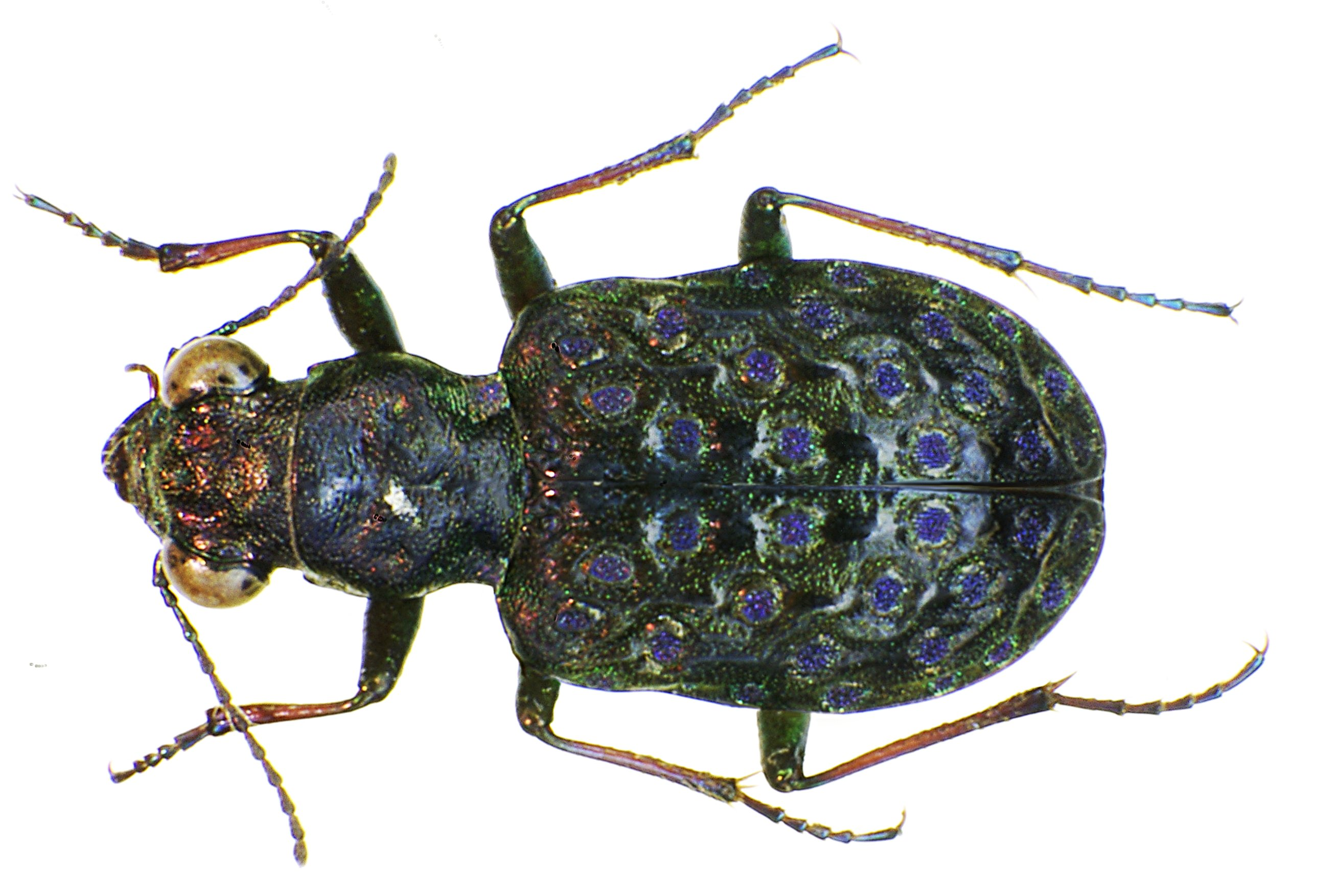
Der Kupferfarbene Uferläufer, eine 1812 von Duftschmid beschriebene Art

Duftschmid machte signifikante Entdeckungen auf dem Gebiet der Entomologie, speziell der Koleopterologie (Käferkunde), und erwarb die komplette Insektensammlung von Johann Ignaz Schiffermüller für das Wiener Naturhistorische Museum. Die entomologische Sammlung gelangte ebenso nach einigen Umwegen an das Oberösterreichische Landesmuseum in Linz. In späterer Zeit wurde die alte Originalbezettelung vernichtet, so dass die Duftschmid’schen Typen heute in der Musealsammlung nicht mehr auffindbar sind. Duftschmids Herbarium befindet sich ebenfalls im Oberösterreichischen Landesmuseum.
In seinem dreibändigen Werk Fauna Austriæ stellte er viele neue Gattungen und Arten vor.
Caspar Duftschmid starb im Dezember 1821 im Alter von 54 Jahren in Linz. Er war der Vater des Botanikers und Arztes Johann Baptist Duftschmid (1804–1866) und ist auch Vorfahre des Musikers Lorenz Duftschmid (* 1964).
An seinem unter Denkmalschutz stehenden Geburtshaus in der Pfarrhofgasse in Gmunden wurde eine kleine Gedenktafel angebracht.

## Werke (Auswahl)

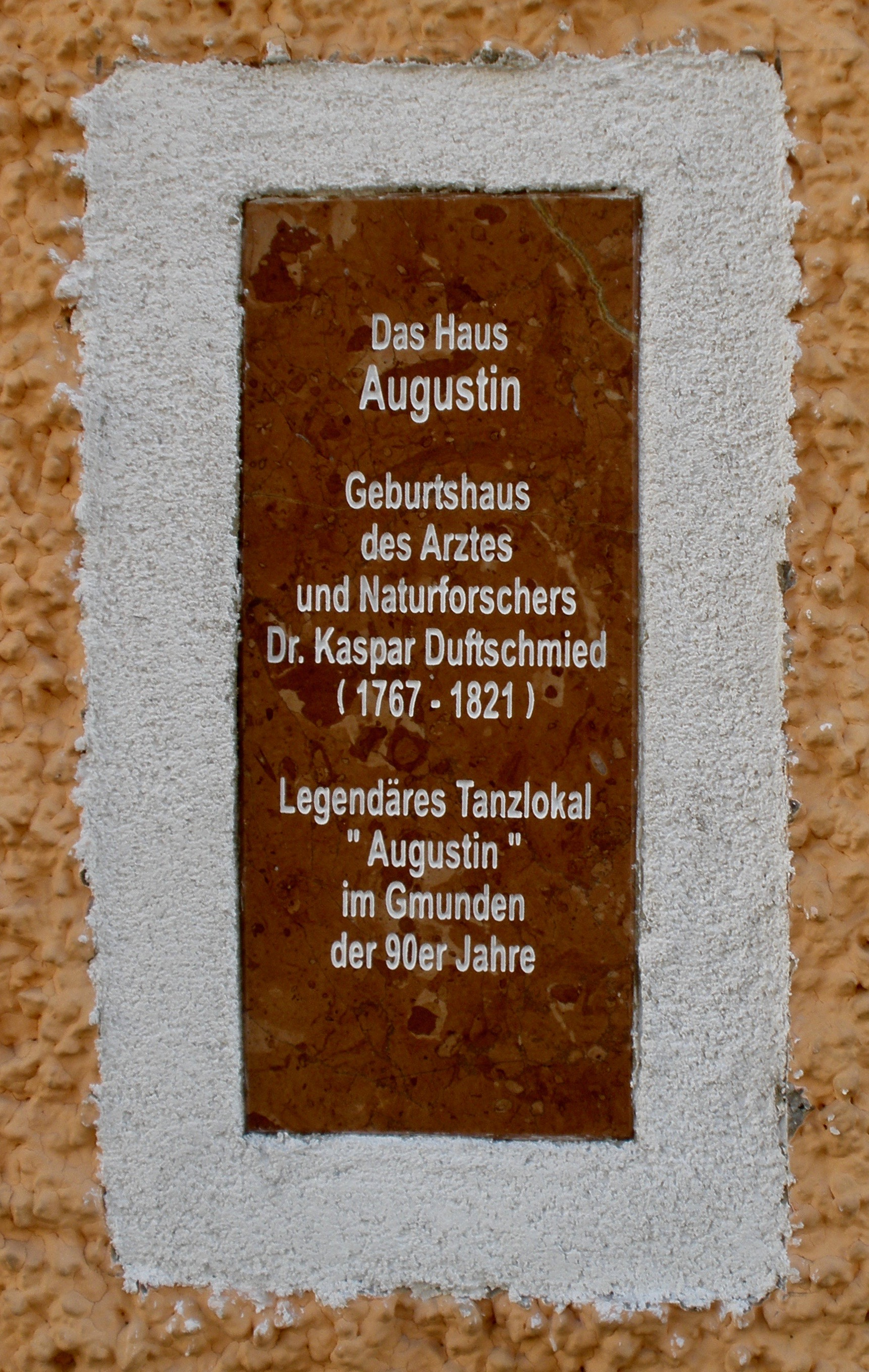
Tafel am Geburtshaus Duftschmids in Gmunden (mit falscher Schreibweise)

- Fauna Austriæ oder Beschreibung der österreichischen Insekten für angehende Freunde der Entomologie. 3 Bände. Linz/Leipzig 1805–25, Erster Theil (zobodat.at [PDF]), Zweyter Theil (zobodat.at [PDF]) und Dritter Theil (zobodat.at [PDF]).
- Beleuchtung der in Österreich gegen die Kuhpockenimpfung herrschenden Vorurteile, Linz 1808.
- Über einige Vorurteile des gemeinen Mannes und der Gelehrten, Linz 1809.
- Die physisch-medizinisch-topographische Schilderung des Mühlkreises im Lande ob der Enns. In: Erneuerte vaterländische Blätter für den österreichischen Kaiserstaat, Nr. 55/1820.